# 粤海関

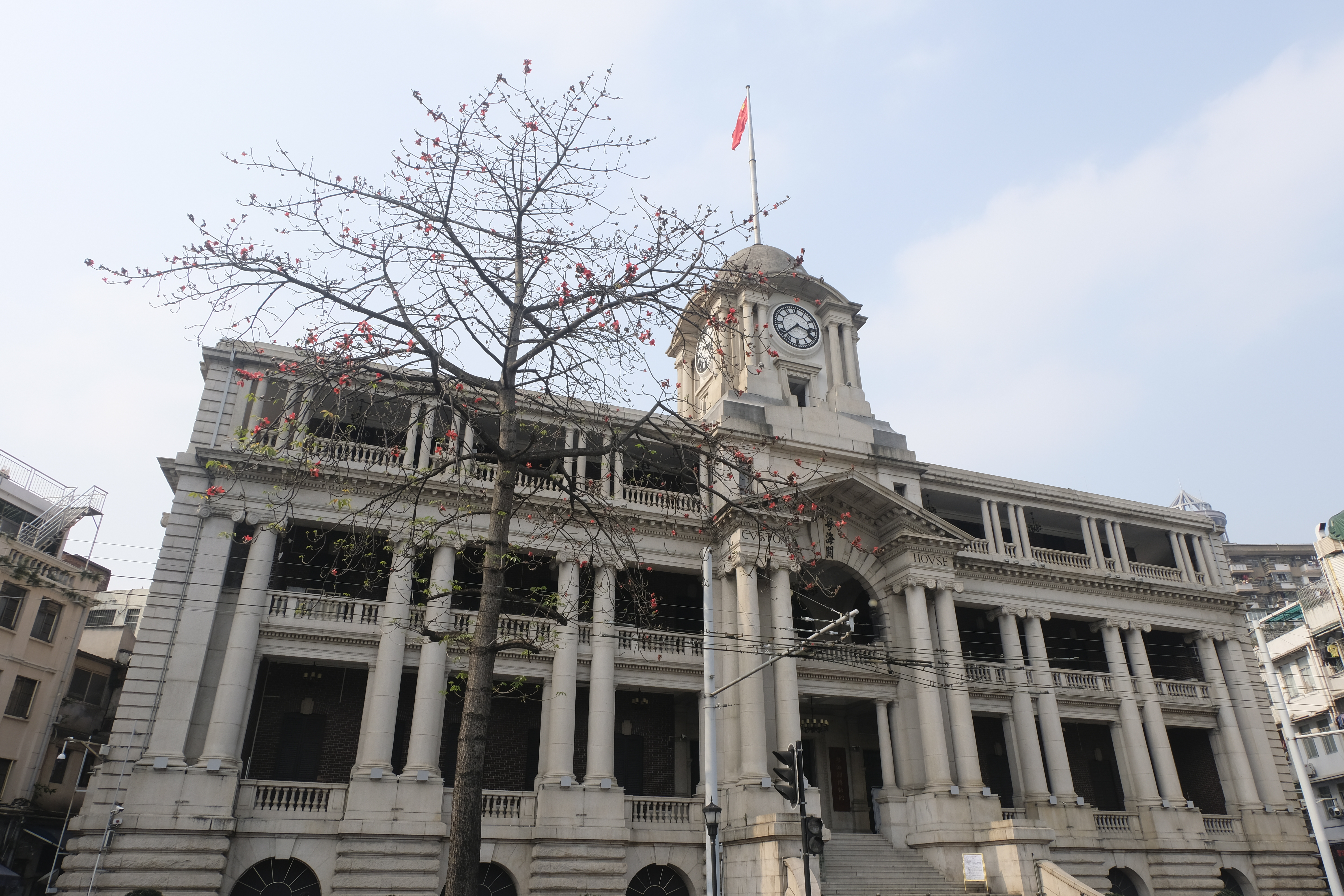
粤海関

粤海関（えつかいかん）は中華人民共和国広東省広州市荔湾区にある建築である。粤海関は1916年に建築し、広州近代西洋建築の代表作である。
粤海関時計塔の大時計は1915年に製造され、15分ごとに時報音楽を時報音楽を鳴らしていたが、近隣住民のクレームを受け、1980年代以降に取りやめた。